# Карбендейл Тауншип (округ Лекаванна, Пенсільванія)
Карбендейл Тауншип (англ. Carbondale Township) — селище (англ. township) в США, в окрузі Лекаванна штату Пенсільванія. Населення — 1125 осіб (2020).

## Демографія
Згідно з переписом 2010 року, у селищі мешкало 1115 осіб у 461 домогосподарстві у складі 321 родини. Було 495 помешкань
Расовий склад населення:
| - 97,6 % — білих - 1,2 % — чорних або афроамериканців - 0,1 % — корінних американців |

До двох чи більше рас належало 0,9 %. Частка іспаномовних становила 2,1 % від усіх жителів.
За віковим діапазоном населення розподілялося таким чином: 18,7 % — особи молодші 18 років, 63,9 % — особи у віці 18—64 років, 17,4 % — особи у віці 65 років та старші. Медіана віку мешканця становила 44,5 року. На 100 осіб жіночої статі у селищі припадало 101,6 чоловіків;  на 100 жінок у віці від 18 років та старших — 94,8 чоловіків також старших 18 років.
Середній дохід на одне домашнє господарство  становив 59 777 доларів США (медіана — 51 875), а середній дохід на одну сім'ю — 70 086 доларів (медіана — 66 250). Медіана доходів становила 40 417 доларів для чоловіків та 34 219 доларів для жінок. За межею бідності перебувало 7,3 % осіб, у тому числі 12,6 % дітей у віці до 18 років та 5,3 % осіб у віці 65 років та старших.
Цивільне працевлаштоване населення становило 558 осіб. Основні галузі зайнятості: освіта, охорона здоров'я та соціальна допомога — 19,7 %, роздрібна торгівля — 13,8 %, виробництво — 13,3 %.